# Première bataille de Falloujah
Pour les articles homonymes, voir Bataille de Falloujah.
Guerre d'Irak
La première bataille de Falloujah a lieu lors de la guerre d'Irak.

## Déroulement
Le 29 avril 2003, un mois après la fin de l'invasion américaine, les parachutistes de la 82e division aéroportée répriment une manifestation et tirent sur la foule (en) en faisant 13 morts et 75 blessés.
Le 31 mars 2004, quatre employés américains de la société militaire privée Blackwater USA sont lynchés, et leurs corps incendiés (en) sur le vieux pont vert de Falloujah. Dans la nuit du 5 au 6 avril, les États-Unis lancent l'opération Vigilant Resolve afin de reprendre le contrôle de la ville,,,. 
Les 2 000 Marines de la 1re division et deux bataillons de la nouvelle armée irakienne (en) sont lancés dans un raid de bouclage et font la conquête des deux tiers de la ville dans ce combat urbain. Mais leur avancée se heurte à une forte résistance et la totalité des deux bataillons irakiens qui devaient participer à cette opération déserte au premier accrochage. Après 3 semaines de combats, le commandement américain renonce devant les pertes civiles et leur impact médiatique (et moyennant la promesse des chefs des insurgés de se soumettre) et le 30 avril il retire ses forces de la ville.
Une unité spécifique irakienne, la brigade de Falloujah de 1 600 hommes, est mise sur pied par le gouvernement irakien et prend le relais de l’armée américaine le 30 avril ; mais ses hommes désertent tous en à peine trois mois, la plupart passant à la guérilla irakienne qui garde le contrôle de la ville.